# Germeade
Germeade (llamada oficialmente San Miguel de Xermeade) es una parroquia y un lugar del municipio español de Muiños, en la provincia de Orense, Galicia.

## Toponimia
La parroquia también es conocida por el nombre de San Miguel de Germeade.

## Demografía
Gráfica demográfica del lugar y parroquia de Germeade según el INE español:
| Gráfica de evolución demográfica de Germeade entre 2000 y 2022 |
|                                                                |
| Datos según el nomenclátor publicado por el INE.               |

## Patrimonio
La iglesia de San Miguel tiene una sola nave con arco de medio punto sobre pilastras, de acceso al presbiterio. La fachada presenta puerta con arco de medio punto de grandes velas, óculo y espadaña rematada por frontón.